# Samfundet för unison sång
Samfundet för unison sång (SUS) bildades 1906, efter svensk-norska unionsupplösningen 1905, för att genom sång verka för att stärka modet och samhörigheten bland svenskarna.
En av initiativtagarna till samfundet var Teodor Holmberg. Samfundet existerar ännu[när?], och en mångårig ordförande under senare år var musikdirektör Birger Källén (1914–2009).